# Petrogale
Il genere Petrogale Gray, 1837 comprende diciassette specie di marsupiali noti con il nome di wallaby delle rocce.

## Descrizione
Questi wallaby di medie dimensioni, spesso colorati ed estremamente agili, vivono in quei luoghi dove rocce e terreni accidentati e scoscesi forniscono loro rifugio durante le ore del giorno. I maschi, con una lunghezza che può raggiungere i 59 cm e una coda di 70 cm, sono leggermente più grandi delle femmine.
I wallaby delle rocce sono animali notturni che trascorrono le ore del giorno nei loro rifugi (caverne, sporgenze o vegetazione) tra le rocce, abbandonandoli solamente durante la notte, quando si spingono nei terreni circostanti per nutrirsi. I periodi di maggiore attività sono le tre ore prima dell'alba e quelle subito dopo il tramonto.

## Habitat
La dipendenza dai rifugi ha portato i wallaby delle rocce a vivere in piccoli gruppi o in colonie e alcuni esemplari hanno i territori sovrapposti di circa 15 ettari. All'interno di queste colonie sembra che siano animali altamente territoriali; il territorio di un maschio si sovrappone a quelli di più femmine. Perfino durante la notte questi wallaby non si allontanano più di due chilometri dai propri territori.
Generalmente, vi sono tre diverse categorie di habitat che i wallaby delle rocce sembrano prediligere:
- ammassi sparsi di grossi macigni comprendenti labirinti di fenditure e corridoi sotterranei;
- scogliere con molti cornicioni di medio livello e caverne;
- ammassi rocciosi isolati, solitamente dalle pendici a picco e spesso circondati da massi in caduta.

Essendo gli habitat disponibili limitati e piuttosto distanziati tra loro, spesso le colonie si sono differenziate geneticamente le une dalle altre.

## Declino delle specie
Le popolazioni e gli areali di questi animali si sono ridotti drasticamente dopo l'arrivo dei colonizzatori europei e alcune popolazioni del sud si sono già estinte.
In anni recenti sono scomparse di continuo molte colonie. Ad esempio, nel 1988, presso le Grotte di Jenolan, nel Nuovo Galles del Sud, vennero rilasciati 80 wallaby delle rocce per innalzare il numero di quella che si riteneva essere una popolazione selvatica già piuttosto numerosa. Nel 1992, questa popolazione era scesa a soli sette esemplari. I sopravvissuti vennero catturati e rinchiusi in un recinto a prova di volpi e gatti e da allora il loro numero è di nuovo aumentato.
Gli scienziati ritengono che le recenti estinzioni siano dovute soprattutto alle volpi, ma anche alla competizione con alcuni erbivori, specialmente capre, pecore e conigli, alle malattie, come toxoplasmosi e idatidosi, alla frammentazione e alla distruzione dell'habitat e all'abbassamento della variabilità genetica dovuta all'isolamento delle colonie.

## Recupero e conservazione

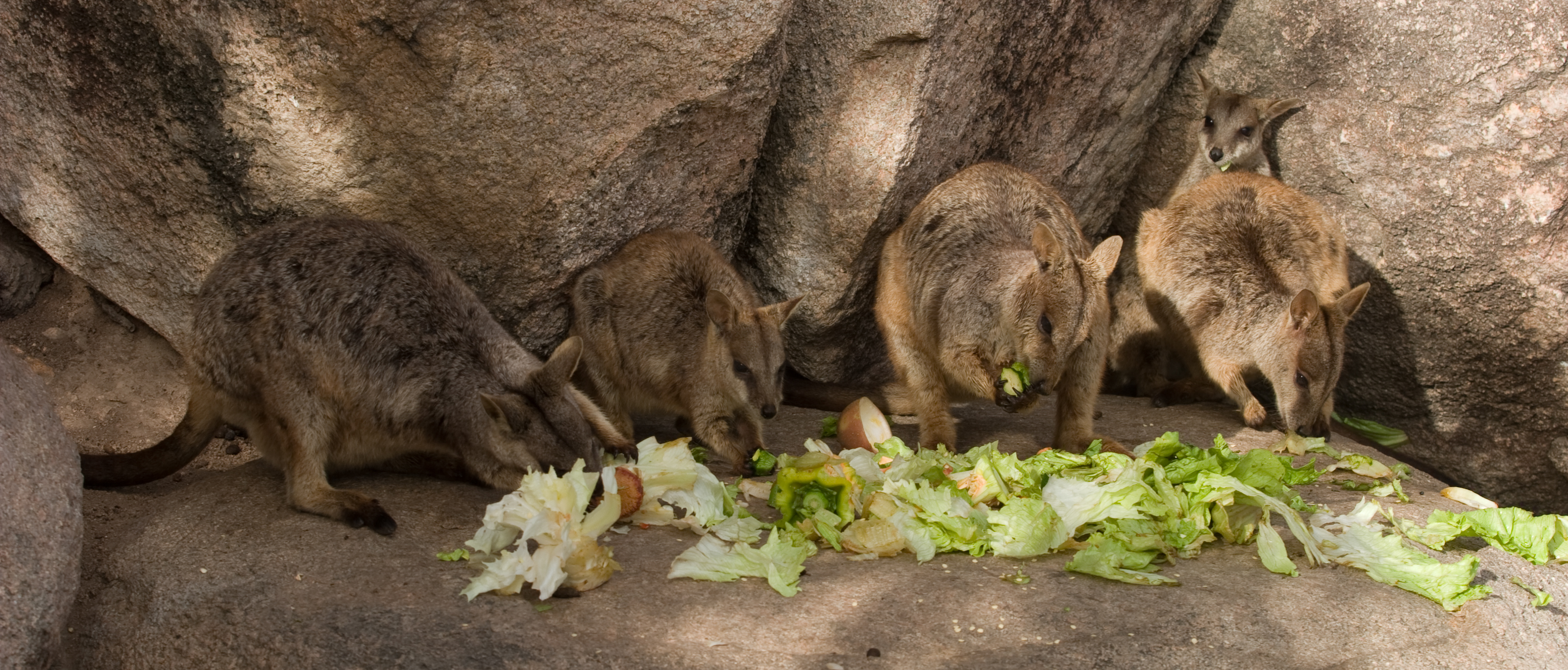
Wallaby delle rocce alleati mentre si nutrono su Magnetic Island.

La conservazione dell'habitat e la gestione delle specie nocive, come volpi e capre, sembrano essere le più urgenti azioni da compiere per salvaguardare le varie specie.
Il team di recupero nazionale, con il supporto di alcune organizzazioni non governative come la Foundation for National Parks & Wildlife, ha già attuato vari programmi che spaziano dall'acquisto di terreni alla riproduzione in cattività e alla sensibilizzazione pubblica.
Sono stati inoltre portati avanti programmi di monitoraggio per registrare ogni possibile cambiamento all'interno delle popolazioni e censimenti genetici per verificarne la diversità genetica. L'abbattimento di volpi e capre ha influito molto sulla sopravvivenza di questi animali e i programmi di riproduzione in cattività vengono utilizzati come una «polizza» per incrementare il numero delle popolazioni in libertà.
Nel caso del wallaby delle rocce dai piedi gialli, queste strategie hanno impedito la sua scomparsa dal Nuovo Galles del Sud.

## Specie
- Genere Petrogale
  - Gruppo di P. brachyotis

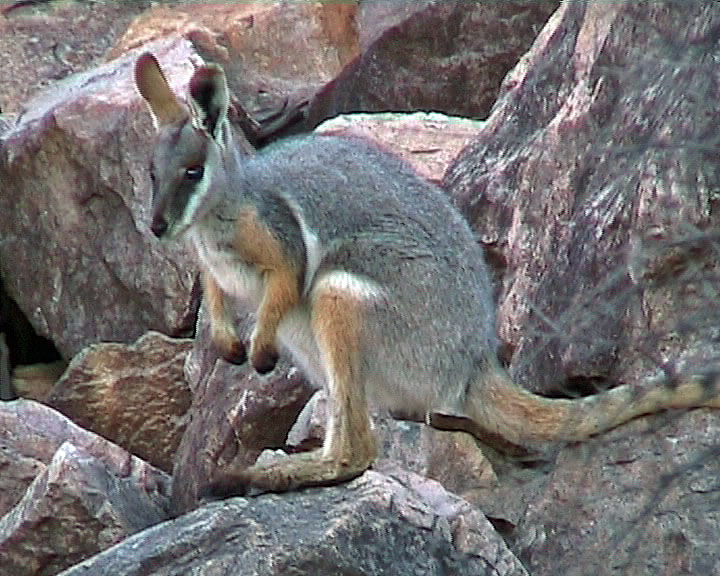
Wallaby delle rocce dai piedi gialli

    - Wallaby delle rocce dalle orecchie corte, Petrogale brachyotis
    - Wallaby delle rocce dalle orecchie corte orientale, Petrogale wilkinsi
    - Monjon, Petrogale burbidgei
    - Nabarlek, Petrogale concinna

  - Gruppo di P. xanthopus
    - Wallaby delle rocce di Proserpine, Petrogale persephone
    - Wallaby delle rocce di Rothschild, Petrogale rothschildi
    - Wallaby delle rocce dai piedi gialli, Petrogale xanthopus

  - Gruppo di P. lateralis/penicillata
    - Wallaby delle rocce alleato, Petrogale assimilis
    - Wallaby delle rocce di Capo York, Petrogale coenensis
    - Wallaby delle rocce di Godman, Petrogale godmani
    - Wallaby delle rocce di Herbert, Petrogale herberti
    - Wallaby delle rocce disadorno, Petrogale inornata
    - Wallaby delle rocce dai fianchi neri, Petrogale lateralis
    - Wallaby delle rocce di Mareeba, Petrogale mareeba
    - Wallaby delle rocce dalla coda a spazzola, Petrogale penicillata
    - Wallaby delle rocce dal collo viola, Petrogale purpureicollis
    - Wallaby delle rocce del Monte Claro, Petrogale sharmani